# إد أنتوني
إد أنتوني (بالإنجليزية: Ed Cash)‏ هو منتج أسطوانات وملحن وكاتب أغاني ومهندس الصوت أمريكي، ولد في 6 أغسطس 1971.

## وصلات خارجية
- الموقع الرسمي